# Ernst Langlotz
Ernst Langlotz (* 6. Juli 1895 in Ronneburg (Thüringen); † 4. Juni 1978 in Bonn) war ein deutscher Klassischer Archäologe.
Der Sohn eines Webereibesitzers besuchte vom 1. Dezember 1906 bis zur Notreifeprüfung 1914 das König-Albert-Gymnasium in Leipzig. Anschließend studierte er in Leipzig und München Klassische Archäologie, Klassische Philologie und Kunstgeschichte. 1921 wurde er bei Franz Studniczka in Leipzig mit der Arbeit Zur Zeitbestimmung der strengrotfigurigen Vasenmalerei und der gleichzeitigen Plastik promoviert. Ein Stipendium führte ihn nach Griechenland, anschließend war er kurzzeitig Assistent bei Ludwig Curtius in Heidelberg. 1923/24 erhielt er das Reisestipendium des Deutschen Archäologischen Instituts. Prägend wurden die Begegnung mit Ernst Buschor in Athen und die Verbindung zum George-Kreis. 1925 erfolgte mit der Arbeit Frühgriechische Bildhauerschulen die Habilitation in Würzburg, wo er als Privatdozent und Konservator an der Antikensammlung des Martin von Wagner Museums tätig war. 1931 wurde er außerplanmäßiger Professor in Jena, zum Sommersemester 1933 wechselte er an die Universität Frankfurt am Main. Vom 1. Januar 1941 bis 1963 lehrte er als Professor für Klassische Archäologie an der Universität Bonn und war Direktor des Akademischen Kunstmuseums.
Sein wichtigstes Forschungsfeld war die griechische Plastik des 6. und 5. Jahrhunderts v. Chr.

## Schriften (Auswahl)
- Studien zur nordostgriechischen Kunst. Mainz 1975.
- Griechische Kunst in heutiger Sicht. Frankfurt am Main 1973.
- Phidias und der Parthenonfries. Stuttgart 1965.
- Die Kunst der Westgriechen in Sizilien und Unteritalien. München 1963.
- Die Darstellung des Menschen in der griechischen Kunst. Bonn 1948.
- mit Walter-Herwig Schuchhardt: Archaische Plastik auf der Akropolis. Klostermann, Frankfurt am Main 1941.